# Iwan Rogow
Iwan Wasiljewicz Rogow (ros. Ива́н Васи́льевич Ро́гов, ur. 10 sierpnia?/22 sierpnia 1899 w Kazaniu, zm. 5 grudnia 1949 w Rydze) – radziecki dowódca wojskowy, generał pułkownik.

## Życiorys
Od 1918 członek RKP(b), 1919 wstąpił do Armii Czerwonej, brał udział w wojnie domowej w Rosji, ukończył kazańską gubernialną szkołę nauk społecznych. Od kwietnia 1919 do marca 1936 kolejno politruk kompanii, politruk baterii, wojskowy komisarz sekcji sanitarnej i pociągu sanitarnego, instruktor zarządu politycznego Armii Zachodniej i wydziału politycznego dywizji, organizator odpowiedzialny pracy politycznej w pułku, komisarz wojskowy kompanii, pomocnik szefa składu artyleryjskiego ds. politycznych, wojskowy komisarz batalionu, wojskowy komisarz (wojenkom) pułku kolejowego, oddziału topograficznego, oddziału geodezyjnego i dowódca oddziału topograficznego.
Od marca 1936 do grudnia 1937 szef Zarządu II Prac Topograficznych w Charkowskim Okręgu Wojskowym, od grudnia 1937 do kwietnia 1938 wojenkom 23 Dywizji Piechoty w Charkowskim Okręgu Wojskowym, od kwietnia do września 1938 wojenkom Sztabu Generalnego Armii Czerwonej, od września 1938 do marca 1939 członek Rady Wojskowej Białoruskiego Specjalnego Okręgu Wojskowego w stopniu komisarza korpusowego. Od marca 1939 do kwietnia 1946 szef Zarządu Politycznego/Głównego Zarządu Politycznego Floty Wojskowo-Morskiej, 1 maja 1939 awansowany na komisarza armijnego II rangi, 13 grudnia 1942 na generała porucznika, a 25 września 1944 generała pułkownika. Od 21 marca 1939 do końca życia członek KC WKP(b), od grudnia 1943 do lutego 1944 członek Rady Wojskowej Floty Czarnomorskiej, od kwietnia do sierpnia 1946 w dyspozycji Ministerstwa Sił Zbrojnych ZSRR, następnie do śmierci zastępca dowodzącego wojskami Nadbałtyckiego Okręgu Wojskowego ds. politycznych. Od 1946 deputowany do Rady Najwyższej ZSRR 2 kadencji. Pochowany na Cmentarzu Nowodziewiczym.

## Odznaczenia
- Order Lenina (1945)
- Order Czerwonego Sztandaru (czterokrotnie - 1940, 1944, 1944 i 1949)
- Order Nachimowa I klasy (1944)
- Order Uszakowa I klasy (28 czerwca 1945)
- Order Czerwonej Gwiazdy (1936)

I medale.